# 南京中央饭店
32°02′35.81″N 118°47′32.34″E / 32.0432806°N 118.7923167°E
中央饭店是一間位於江蘇省南京市的西式飯店，坐落於中山东路237号。中央饭店始建于1927年，坐北朝南，为3层西式混合结构建筑，占地面积5650平方米，建筑面积10057平方米。它是1930至1940年代南京最负盛名的饭店之一，当年以西餐著名。2006年6月10日，中央饭店被列入第三批南京市文物保护单位名单。

## 历史沿革
中央饭店由上海名人江政卿集資，於1930年1月正式开业。曾接待过张学良、周恩来、朱德、叶剑英、云南省军政负责人龙云、梅兰芳、海外华侨领袖、洪门致公党主席司徒美堂、美国大使司徒雷登等人。南京被解放军占领后，中央饭店被解放军部队接收。1995年，南京军区后勤部将住户迁出。同年，山东志成（香港）装饰工程公司在保持原貌的基础上对其进行了改造装潢，8月18日竣工。9月19日重新开业。知名人士、全国人大常委会副委员长程思远先生为中央饭店题写了店名。
现今的中央饭店，朝南迎街客房的铸铁阳台均为民国时期原物；楼内的楼梯、扶手、栏杆以及大部分客房的地板也保持原状。建筑总面积达10318平方米，拥有各类客房117间，配套设施俱全，为港澳台同胞和海外侨胞怀旧寻根的重要场所。
受一街之隔的总统府限制，中央飯店僅建了三層，當時兩者之間建有高牆阻隔，該牆在1949年後拆除。
2019年11月15日，南京融通中央饭店有限责任公司正式获颁营业执照，标志着中央饭店正式转隶中国融通旅业发展集团有限公司。2025年1月11日，南京中央饭店再次重装开业，恢复了钟楼上的表盘。

## 外部連結
- .   [2018-11-06]. （原始内容存档于2020-12-03）.